# 김디지
디지(Deegie, 본명: 김원종, 1981년 9월 25일 ~ )는 대한민국의 래퍼 겸 프로듀서이다. Movement의 일원으로도 활동하고 있으며, 거침없는 무대 매너와 직설적인 가사, 2008년 국회의원 총선 출마를 비롯한 여러 돌출 행동으로 많은 이들의 사이에서 회자되는 인물이다. 한편 재즈 프로듀싱에는 상당한 실력을 보여 많은 매니아들의 호평을 받기도 하였으며, 실제로 비트메이커로써 Illogical Wisdom, The Motiphie라는 프로듀싱 팀을 결성하기도 하였다. 재즈 밴드 Trabler Band의 멤버이기도 하다.

## 바이오그래피

### 팀 활동 시기
디지는 중학교 때 밴드를 결성하면서 음악과 친해지게 되었다. 이때 함께 하였던 커빈, Vinnie Del Negro a.k.a 한남잭슨, MC 신건과 함께 1998년 CB Mass라는 그룹을 결성하고 클럽 MP에서 공연한 것이 Deegie에겐 첫 무대 경험이었다. 이후 커빈과의 불화로 탈퇴했고, 얼마 뒤 Deegie는 Pe2ny, DJ soulscape, MC 신건과 함께 PDPB라는 팀을 결성한다. PDPB는 〈미아리 가〉, 〈뻑큐로보트〉 등, 어이없고 광기 실린 스타일의 곡으로 활동하였으며, 이때부터 디지의 스타일이 모양을 갖춰가기 시작하였다. PDPB는 디지, 만두, Misty로의 라인업으로 변했다가 다시 해체되었다.

### 솔로 데뷔와 첫 번째 은퇴
PDPB의 해체 후 디지는 Tequila Addicted라는 원맨 프로젝트를 시작, Goliath Monster를 객원 래퍼로 하여 잠시 활동하였다. 이는 사실상 솔로 데뷔였으며, 2001년 첫 앨범 Insane Deegie를 발표하는 데까지 이르렀다. 그는 무대에서는 폭발할 듯한 에너지를 보여주었고, 순간적인 재치가 넘치는 유머러스한 프리스타일로 적지 않은 팬을 확보하기에 이르렀다. 또 마스터플랜 활동과 함께 드렁큰 타이거와 친분을 쌓아 팀의 공연에 게스트로도 참여하였고, 이 인연으로 Movement의 창단 멤버가 된다. 이후 주로 재즈 풍의 비트를 제작하여, 재즈 비트를 만드는 데 상당한 감각과 실력을 선보인다. 클럽 MP의 마지막 공연에도 참여했던 그는 돌연 두 번째 앨범 The Last Winter Story를 제작하고 2001년 말에 은퇴를 선언한다. 그는 2001년 12월 31일 힙합플레이야 인터뷰에서 무역 회사의 입사를 앞두고 있으며 또 잠시 평범하게 살아보고 싶은 소망 때문이라고 밝혔다. 이후에 그는 음악을 그만둔 이유를, "음악이 세상을 바꿀 수 없다는 것을 알았기 때문"이라고 설명하기도 했다.

### 컴백과 두 번째 은퇴
이후 모든 공연에서 디지는 모습을 감췄으나 2003년 3월 새 앨범을 작업하고 있음을 발표한다. 이 앨범은 정식이 아닌 부틀렉 형식이었으며, 디지와 그의 친구들이 만든 레이블 SDH Records와 배급사 Fellatio Groove를 통해 배포되었다. 이미 이전의 거침없는 활동과, 1집에서의 조PD, 조선일보, 김영삼 전 대통령을 향한 디스로 "디스의 제왕"이란 별명까지 얻은 Deegie는, 이 앨범에서도 MC Sniper를 적나라하게 욕하는 곡인 "난 니가 정말 싫어"를 수록하여 큰 이슈를 일으켰다. 이 앨범이 나온 지 1년 후 2CD 형식의 두 번째 부틀렉 앨범을 발표하고 디지는 다시 "앞으로 2~3년간은 앨범이 없을 것이다. 회사 다니고 공부하기도 바쁘다"라는 말을 힙합플레이야 인터뷰에서 함으로써 두 번째 은퇴를 한 김이 되었다. 2005년 초 잠시 힙합플레이야 인터넷 라디오 방송인 "Maknae Joker Radio"를 진행하였으나 출장 근무 때문에 2005년 2월 28일 방송을 접게 되었다.

### 두 번째 컴백
두 번째 부틀렉 앨범을 끝으로 자취를 감추고(Chapter 2의 1집 곡 하나를 프로듀싱한 것을 제외하면) 영국계 컨설팅 회사 마커스 에번스 한국지사 과장으로 근무하면서 음악 공부를 병행하던 디지는, 2007년 10월 회사에 사표를 내고 다시 음악인으로 돌아올 것임을 싸이월드를 통해 밝혔다. 그의 컴백 무대는 2007년 11월 18일 Hiphopplaya Show vol.19를 통해서 이루어졌으며, 같은 해 12월의 MP 10주년 공연에도 참여하였다. 이어 2008년 3월에 새 앨범을 내면서 컴백을 하였다. 그의 새 앨범은 다분히 정치적인 성향을 띠었으며, 그와 함께 총선에 출마하여 팬들을 놀래기도 하였다. 최근 2008년 5월에는 이명박 정부를 향한 공격적인 곡 Mad Bull을 자신의 미니홈피를 통해 발표했다. 이 곡은 디지털 싱글로도 발표되었으며, 촛불 시위 등에서 Deegie가 직접 라이브로도 부르곤 했다.

### Dline에서의 활동
2009년 3월 디지는 3월 2일, 자신이 마지막 언더그라운드 부틀렉 앨범이라고 한 《개》를 발표했다. 또 4월에는 신인 여자 래퍼 e.via를 발굴하여 앨범을 총 프로듀싱하고 있다는 소식이 전해졌다. 동시에 이 기사에서 디지는, 최근 설립된 e-table과 AMC, IDR의 공동 합자법인 Dline Art Media의 마케팅 오피서를 맡고 있다는 것이 알려졌다.
2010년에는 한국콘서바토리 (한국예술학교)의 최연소 실용음악과 전임교수, 혜천대학교 실용음악과 외래교수와 F&C Academy 제작파트 책임 프로듀서에 임용되어 활동하며 힙합 외의 영역인 재즈 기타리스트 임현기, 크로스오버 팝페라 테너 조용훈의 앨범도 프로듀싱을 맡았다. 한편으로 5월 1일 결혼식을 올렸다. 이후로도 e.via 홍보 및 프로듀싱에 있어, 그리고 후배 양성에 있어 Dline의 중심적인 인물로 활동해왔으며, 6월에는 오랜만에 자신의 앨범인 재즈 앨범을 제작 중임을 알려왔다. 디지는 이 앨범은 2010년 말 발표될 오케스트라 앨범의 전초전이 될 것이라고 말하였다. 더불어 《개》 발표 시 다음 앨범으로 힙합과 클래식의 결합을 테마로 한 앨범 Insane.d Deegie / Deegie Begins을 만들겠다고 발표한 바 있어 이 역시 후속작으로 나올 것으로 예상된다.

### 세 번째 컴백과 고소 사건
2011년 1월 말 힙합플레이야에서는 "Deegie?!" 이벤트가 열렸으며, 팬들은 이를 디지의 컴백이 가까웠음을 암시하는 것이라고 해석하였다. 실제로 이벤트 페이지에 실려있는 사진에는 "Returns, 2011"이라는 문구가 적혀있다. 하지만 2월 말 돌연 Insane.d Deegie 앨범의 무기한 연기를 알리며 수록곡 중 일부를 무료로 공개하였다. 앨범이 연기된 이유에 대해서는 "뮤지션의 다소 무거운 신변적 변화에 따른 것"이라고 Dline 측에서 밝혔다. 그러나 재즈 앨범은 별개로 작업이 계속 진행되고 있다는 말도 덧붙였다. 실제로 7월에 들어 이 앨범 수록 예정곡인 Grown Up이 발표되었으며, 8월 중순에 발표될 것이라고 소식을 업데이트하였다. 이 앨범은 8월 30일에 발표될 것이라고 최종적으로 결정된 상태다. 또한 인터뷰를 통해 미국에 진출할 계획임을 처음으로 알려 팬들을 놀라게 하였다. 그러나 앨범 전후로, 자신의 음원을 불법으로 공유한 네티즌과 트위터를 통해 여러 뮤지션들에게 악플을 남긴 네티즌을 고소한 사건이 오히려 다른 리스너들에게 부정적인 이미지를 안기는 일도 있었다. 하지만 사건 전후 각종 힙합 커뮤니티 중심으로 게시판 클린운동이 생겼으며 불법음원 유통의 근절을 요구하는 움직임을 일으켜 행동하는 뮤지션이라는 이미지를 다시한번 부각시켰다.
현재 그는 F&C 아카데미에서 부원장을 맡고 있으며 한국예술학교 (한국 콘서바토리)의 뮤직프로덕션과 최연소 학과장을 맡고 있다. 2011년의 마지막 달에는 나는 꼼수다 OST에 그가 참여한 것이 알려졌다.

### 2012년 이후
2012년 그는 자신의 선거 활동 시의 영상을 편집하여 다큐멘터리 《김디지를 국회로》를 제작하였으며, 이 영상은 선댄스 영화제 및 각종 단편 영화제에 출품되었다. 이어 1월 26일, 민주통합당 비례 대표로 다시 한 번 국회의원 총선에 출마할 뜻을 밝혀 많은 이들을 놀라움에 빠뜨렸다. 그러나 실제로는 출마하지 않았다. 4월에는 이비아의 컴백을 준비 중임이 밝혀졌으며, MC 스나이퍼 6집에 참여하면서 오래 끌어왔던 디스전이 마무리되는 듯한 인상을 팬들에게 주었다. 7월에는 스케이터 토니 호크의 전기 번역판에 역자로 참여하였으나, 그 외의 모든 외부적 음악 활동은 멈추었다. 9월, 그는 새로 결성된 재즈 밴드 트래블러 밴드 (Trabler Band)의 멤버가 되었음을 밝혔으며, 트래블러 밴드 데뷔 앨범 작업에 열중하였다. 이 앨범은 2012년 11월에 발매되었다.
2013년에는 dline의 대표 소속 아티스트였던 이비아(타이미)가 소속사로부터 부당한 대우를 받았음을 밝히는 글을 페이스북에 올려 논란이 되었다. 이에 대해 디지의 공식 대응은 없었으나, 그 역시 트위터를 통해 이비아를 겨냥한 듯한 비난조의 글을 올렸다. 9월에는 힙합플레이야를 통해 한국 힙합 칼럼 《어서 와~ 한국 힙합 처음이지》를 연재 시작하였다. 칼럼 연재 중이었던 10월 말에는 다음 앨범 Bleu Film Vol.3의 예고를 알리는 뉴스를 전하였다. 이 앨범은 10월 24일 발표되었는데, 타이틀곡인 〈소맥 한잔해〉의 뮤직비디오가 청소년 불가 판정을 받자 페이스북을 통해 영상물 등급 위원회에게 욕설이 섞인 강한 불만을 표출하는 글을 올리기도 하였다. 한편 이 앨범은 M.net 재즈 차트에서 최단 기간 내 1위를 기록하였다.2014년 2월 27일에는 Bleu Film Vol.4를 발매하였다.

## 디스코그래피
- 2001년 정규 앨범 Insane Deegie
- 2001년 EP The Last Winter Story
- 2003년 부틀렉 《417일간의 세계 일주》
- 2004년 부틀렉 《Bleu Film: 2 jazzy for hiphop + 클리토리스》
- 2008년 정규 앨범 Insane Deegie 2
- 2008년 디지털 싱글 Mad Bull
- 2009년 부틀렉 《개》
- 2011년 디지털 싱글 Deegie's in True Mental pt.1
- 2011년 디지털 싱글 Deegie's in True Mental pt.2
- 2011년 디지털 싱글 Deegie's in True Mental pt.3
- 2011년 부틀렉 Bleu Film : 2 Jazzy for Hiphop Vol.2 / Deegie's In Trumental
- 2011년 디지털 싱글 Deegie's in True Mental pt.4
- 2011년 디지털 싱글 Deegie's in True Mental pt.5
- 2013년 디지털 싱글 Control: 신세계 마트 이중구 상무이사 (무료 공개)
- 2013년 부틀렉 Bleu Film Vol.3: 2 jazzy 4 hiphop
- 2014년 부틀렉 Bleu Film Vol.4: 2 jazzy 4 hiphop

대표곡
- 〈Insane Deegie〉
- 〈Music from Asia〉
- 〈존 레논이 생전에 남긴 말처럼〉
- 〈너는 천사다, 난 아닌데...〉
- 〈스틸 언더그라운드〉
- 〈김디지를 국회로〉
- 〈Hip-Hop Style〉
- 〈Mad Bull〉
- 〈힘을 내요 김대리님〉
- 〈Grown Up〉
- 〈소맥 한잔해〉
- 〈신사의 품격〉

## 이벤트와 이슈

### 게릴라 콘서트
1집이 나오기 이틀전인 2001년 5월 26일, Deegie는 YTN 연합회장 주차장에서 게릴라 콘서트를 벌였다. "만약 이 작은 미니콘서트로 인해 검찰과 경찰 병력이 동원되고 나에게 압력이 가해진다해도 아무런 감정없이 공연에 임하려한다"라고 밝힌 그는, 당시 공연에서 "About the Jotsun Newspaper"와 같은 공격적인 노래를 불러 화제가 되었고 언론에도 알려졌다.

### Diss Me If U Can
2004년 4월 1일 두 번째 부틀렉 앨범 발매와 동시에 "클리토리스" 앨범에 실린 "디스 미 이프 유 캔(MR)" 트랙으로 디지를 욕하는 곡을 만들어보라는 대회가 열렸었다. 접수된 곡은 힙합플레이야를 통해 네티즌들에게 공개되어 투표를 거쳤으며, 1등에게는 "fuck you" 트로피가 수여되었다.

### 총선 출마 & 게릴라 콘서트
2008년 3월 8일 열린 UMF 공연에서 디지는 2008년 국회의원 총선에서, 강남구 갑 무소속 대표로 출마했다는 사실을 밝혀 팬들을 깜짝 놀랬다. Deegie는 당선에 욕심이 있어서가 아니라, 자신의 출마 자체가 선거에 대한 관심을 부르고 사람들의 생각을 바꿀 수 있길 바라며, 하고 싶은 말을 하고 잘못된 건 잘못됐다고 말하고 싶어 나왔다고 밝혔다. 또, 뮤직비디오 촬영을 겸하여 "공약 연설"을 위한 게릴라 콘서트를 3월 15일 국회의사당 앞에서 하겠다고 하였다. 3월 15일 오후 3시, 디지는 약속대로 공연을 시작하였으나 '정치적 공연은 선거법 위반에 해당'이라는 근거로 10분만에 전경들에 의해 연행되었다. 이후 5시 30분 디지는 다시 홍익대학교 앞 놀이터에 나타나 짧은 공연을 가지고 이벤트를 끝냈다. 2008년 4월 9일 치러진 18대 국회의원 선거에서, 그는 1782표를 얻어 7명의 후보 중 4등을 기록했다.
2012년 디지는 19대 국회의원 총선에 민주통합당 비례 대표로 선거에 출마할 것을 밝혔다. 그는 총선 출마의 배경에 대해 "파티와 같은 선거, 클럽음악 같은 그루브한 선거연설, 축제와 같은 선거. 힙합 콘서트처럼 재미있는 젊은 정치'를 젊음과 함께 즐기겠다. 젊은 청년들과 '원칙과 상식'의 즐겁고 신나는 부활을 꿈꾸며 출마하였다"라고 밝혔다. 그러나 실제로는 출마하지 않았으며, 왜 출마하지 않았는지의 이유는 밝혀지지 않았다.

### 네티즌 고소 사건
사건의 발단은 2011년 7월 30일, 힙합플레이야 올라온 "디스곡 공유글"에서부터 시작되었다. 이 글은 한국 힙합씬의 디스곡들을 모은 곡으로, 디지의 곡도 한 곡 들어가있었다. 디지는 이 글에 불법 다운을 강하게 비난하는 리플을 달았고, 고소하겠다는 쪽지를 작성자에게 보냈다. 다음날 글은 삭제되었으나, "이미 보편화된" MP3에 대한 민감한 반응이 이해가 안 간다는 반응이 네티즌들 사이에서 주를 이뤘고, 디지는 곧 게시판에서 비판의 타겟이 되었다. 한편 욕설 가득한 리플을 단 이유로 디지는 다음날 글쓰기가 차단되기도 하였다.
이 일로 감정이 격해지던 차, 디지가 결국 그 작성자를 고소하였다는 소식이 들려왔고, 이 일로 한 악플러가 트위터에 심한 수위의 글을 적어보내기도 하였다. 디지는 이 악플러를 포함, 24명의 네티즌들을 악의적인 음원배포와 악의적 의도의 게시물로 하여 저작권 침해에 의한 재산상 손해를 주장, 총 178,000,000원 (금 일억칠천팔백만원)의 형사 고소를 하였다. 많은 악플을 주도하여 고소를 당한 네티즌 몇몇은 디지의 대응에 대해 분개하여 논쟁을 더했다. 이에 대해 디지는 힙합플레이야 뉴스를 통해 선처를 해줄 생각은 없으며, "이번 사건의 희생이 앞으로 좋은 음악을 해야 하고 발전해야 하는 많은 후배 뮤지션과 현역 뮤지션들 그리고 좋은 음악을 당연히 들어야하는 많은 리스너 여러분들에게 좋은 계기로 작용하여 더욱더 발전된 한국힙합 역사의 한편의 사건으로 남았으면 좋겠"다고 말하였다.

### 디스사건

#### 조PD를 향한 디스 (?)
Deegie는 1집 "Insane Deegie"의 수록곡 "Insane Deegie"에서 조PD를 디스하여 화제를 불러일으켰다.
처음부터 fuck Stardom이라고 말하면서 Stardom에 대한 강한 불만을 보이면서 들어가는 이 곡은, 조PD의 곡들인 "Fever"와 "조PD Rules" 가사를 비꼬면서 디스를 전개해나가고 있다. 세나는 조PD의 Fever에 피쳐링했던 이정현이 드라마에 출연했을 때의 극중 이름이다. 비록 실제 조PD를 디스하는 부분은 1절뿐이나 큰 화제가 되었다. 이후 Deegie는 인터뷰에서 그건 디스가 아니라 패러디였을 뿐이라고 밝혀, 조PD를 디스했다는 얘기는 수그러들게 되었다.

#### MC Sniper를 향한 디스
Deegie는 첫 번째 부트랙 “417일간의 세계일주”의 수록곡 “난 니가 정말 싫어”를 통해 MC Sniper를 디스하였다.
이 곡은 “나 이제 알 것 같아, 얼마나 널 사랑했는지..”라는 피아노 연주곡에 붙어있는 히든 트랙이다. 디지는 디스의 이유에 대해, “‘기생일기’ 등의 노래를 부르면서 여자들의 권리를 생각해주는 척 하다가 ‘냄비’ 등의 말을 쓰는걸 보고 언행일치가 되지 않는 모습에 화가 났다”라고 밝혔다. MC Sniper는 이에 대해 "대화"라는 곡으로 자신의 입장을 밝혔다. 한편 이 곡으로 인해 MC Sniper의 안티팬이 급증하기도 했다.
디스전이 시작된지 8년 후인 2012년 발매된 MC 스나이퍼의 6집에 수록된 Call Me라는 단체곡에는 디지가 피쳐링으로 참여하여 많은 이들의 주목을 받았으며, 이를 두고 현재 팬들과 매니아들 사이에선 "둘이 서로 화해한 것 아니냐"는 말들이 나오고 있다.

#### 문희준을 향한 디스
Deegie는 첫 번째 부틀렉 "417일간의 세계일주"의 수록곡 "크게 라디오를 켜봐"를 통해 문희준을 디스하였다.
1절은 댄스 가수들 욕부터 시작하지만, 1절 끝부터 노래 끝날 때까지 특유의 거침없는 직설적인 가사로 문희준을 향한 비난의 가사가 채워져있다. 제목은 문희준의 곡 "크게 라디오를 켜고"를 이용한 것이다.

#### 그 외
- Deegie 1집 수록곡 "Damn Ex-Presidents"는 김영삼 전 대통령을 디스하는 곡이다.
- Deegie 1집 수록곡 "J.N.P.(About the Jotsun Newspaper)"는 조선일보를 디스하는 곡이다.
- Deegie가 2008년 5월 싸이월드 미니홈피를 통해 공개한 곡 "Mad Bull"은 이명박 대통령을 디스하는 곡이다. 이 곡은 후에 디지털 싱글로 서비스되었다.
- Deegie 클리토레스(EP Bootleg) 수록곡 "오냐 시발 것들아"는 고위 관직자, 국회의원, 부패경찰을 디스하는 곡이다.

## 비판
Deegie는 특유의 표현으로 힙합씬에서 확고한 매니아층을 형성하였으나, 랩의 음악적인 면에서는 심심하고 흥이 느껴지지 않으며, 데뷔 초기에 비해 발전이 없단 이유로 그의 실력이 많이 논란이 되고 있다. 힙합플레이야와의 인터뷰에서 그는 이에 대한 생각을 묻는 질문에 "내가 이센스보다 랩 못하고 사이먼 도미닉보다 못생겼고 키비 같은 감성도 없고 마이노스 같이 플로우를 잘 타는 랩퍼도 아니고 버벌진트처럼 간지나게 랩도 잘 못하지만 그래도 내 가사는 5세 어린이부터 60세 노인까지 잘 들리지 않나?"라고 답하였으며, 발성이 랩 실력의 주임을 강조하는 그의 관점은 이후 DJ Skip과 함께 한 힙플라디오 방송에서도 재확인되었다.
한편으로 그는 음악보다 마케팅에 주력하는 상업적인 래퍼라는 비판을 몇 힙합 매니아들에게 받기도 하였다. 한 예로, 그의 국회의원 선거 출마가 그의 앨범 Insane Deegie 2를 홍보하기 위한 것이 아니냐는 비판에 직면하였었다. 하지만 그는 '홍보'에 관한 비판을 정면으로 받아들이며 "음악을 듣는 매니아들이 적극적인 정치참여를 할 수 있는 '홍보'의 역할이 더 크다."라는 발언으로 그의 비판을 정면 반박하기도 하였다. 또한, DJ Skip의 시원한 라디오에 출연하여서 Overclass와 그 "빠순이"들을 강렬하게 비판하는 발언을 한 후, 앨범 개에 F***ing VJ라는 트랙을 실어 버벌 진트를 향한 디스곡일 것이라는 추측을 낳게 하였으나, 실제로는 버벌 진트를 향한 디스가 아닌 무분별한 디스 논쟁을 부추기는 악플러들을 향한 곡으로 실제 커뮤니티 사이에서 호불호가 갈리는 상황이 만들어졌다. 그의 노이즈 마케팅에 대한 논란은 최근 발굴한 래퍼 e.via의 홍보에 와서도 문제시되고 있다.

## 다른 이름
- Insane Deegie는 Deegie의 첫 번째 앨범 제목이기도 하며, Deegie의 풀네임처럼 불린다.
- Tequila Addicted는 PDPB의 해체 이후 그가 시작한 원 맨 밴드(One man band)의 이름으로, 현재도 a.k.a 이름으로 자주 등장한다.
- Tweak은 스모키 제이 1집 수록곡 알쏭달쏭 (Live At 서울대)과 에픽하이 2집 수록곡 Open M.I.C.에서 피쳐링할 때 사용되었다.
- Vincent Van Albert Kim이라는 이름은 SDH 관련 작업물이나 절충 2집에서 사용되기도 하였다.
- DG.esq라는 이름은 자신의 부틀렉 앨범에서 사용되었다.
- Albert Kheem W.J.는 그의 프로듀서명 중 하나로 YEYO 앨범에 참여할 때 처음 공개했다.

## 역대 선거 결과
| 실시년도 | 선거  | 대수 | 직책     | 선거구         | 정당   | 득표수   | 득표율         | 순위 | 당락 | 비고 |
| -------- | ----- | ---- | -------- | -------------- | ------ | -------- | -------------- | ---- | ---- | ---- |
| 2008년   | 총선  | 18대 | 국회의원 | 서울 강남구 갑 | 무소속 | 1,782 표 | \| \| 1.89% \| | 4위  | 낙선 |      |
|          | 1.89% |      |          |                |        |          |                |      |      |      |